# 綠島獄中組織案
綠島獄中組織案，又稱新生訓導處獄中叛亂案、綠島獄中再叛亂案、綠島屠殺事件，為1954年發生在新生訓導處之獄內叛亂案，受刑人由於不配合「一人一事良心救國運動」日後受到抄房清算，獄方在菜園找到高木榮藏匿吳聲達、崔乃彬抄寫之唯物辯證法多本筆記，遭指為叛亂行為，先後多人遭槍決。

## 事發過程
1949年5月24日由立法院三讀通過《懲治叛亂條例》，遭逮捕的叛亂案犯經保密局審訊、軍法處判決後，陸續送至綠島新生訓導處，1953年新生訓導處發起「一人一事良心救國運動」，要求政治犯要寫血書，擁戴政府，甚至是學韓戰的戰俘在身上刺青，刺上「反共抗俄」、「殺朱拔毛」等政治標語，當局欲以此來彰顯其感化教育的成功，意圖摧殘政治犯的思想，但是多數人不願意違背自己的意志，部分人因為擔心政府宣傳會造成在大陸的親人受到迫害，因此參與情況並不踴躍，埋下了導火線。
1953年，楊慕容因為經常辱罵新生訓導處官長，並在綠島期間撰寫〈感訓外感〉包括讚揚史達林永遠不朽等語句，被台灣省保安司令部起訴。之後，楊慕容被送回本島受審，在軍法處看守所向在押者稱：共產黨才是土地改革真正實行者，在牆壁上寫「唯有共產黨才是救國、救民、救濟全世界人類的光」、「共產黨萬歲」等，且大力抨擊中華民國政府是美國走狗。綠島新生訓導處開始蒐集內部是否仍有其他類似狀況，並立案調查。吳聲達與崔乃彬在新生訓導處時曾經與其他人互相研讀唯物辯證法等，後因為移送安坑軍監將這些筆記都交給陳南昌請高木榮處理掉，在綠島的新生謠傳被送回本島安坑軍人監獄的人很自由，部分人覺得在綠島很苦，因此有些甚至刻意不配合讓管理單位送回本島，哪知事後竟是重審並施予極刑，主要的黑名單是陳華，新生訓導處持續查抄新生所有的筆記、書籍，例如傳遞訊息的紙條都成為證據加以定罪，並惡意的解釋為組織串聯行為，將相關的人都送回軍法處重審，不幸的是此時高木榮負責丟棄的筆記竟然沒有丟掉還藏匿在菜圃裡，被搜出後成為很嚴重的罪證。

## 名單
| 姓名         | 籍貫         | 原定刑期                   | 案後判決             |
| ------------ | ------------ | -------------------------- | -------------------- |
| 陳華         | 浙江省平陽縣 | 有期徒刑15年，禠奪公權10年 | 死刑，禠奪公權終身   |
| 吳聲達       | 湖南省湘鄉縣 | 有期徒刑15年，禠奪公權10年 | 死刑，禠奪公權終身   |
| 吳作樞       | 福建省雲霄縣 | 有期徒刑15年，禠奪公權10年 | 死刑，禠奪公權終身   |
| 崔乃彬       | 江蘇省淮陰縣 | 有期徒刑15年，禠奪公權10年 | 死刑，禠奪公權終身   |
| 陳南昌       | 台灣省台北市 | 有期徒刑12年，褫奪公權10年 | 死刑，禠奪公權終身   |
| 許學進       | 台灣省台中縣 | 有期徒刑12年，褫奪公權10年 | 死刑，褫奪公權終身   |
| 宋盛淼       | 台灣省台中縣 | 有期徒刑12年，褫奪公權10年 | 死刑，褫奪公權終身   |
| 張樹旺       | 台灣省台中縣 | 有期徒刑12年，褫奪公權10年 | 死刑，禠奪公權終身   |
| 傅如芝       | 台灣省新竹縣 | 有期徒刑10年，褫奪公權8年  | 死刑，褫奪公權終身   |
| 高木榮       | 台灣省台北市 | 有期徒刑10年，褫奪公權5年  | 死刑，褫奪公權終身   |
| 游飛         | 福建省福州市 | 有期徒刑10年，褫奪公權5年  | 死刑，褫奪公權終身   |
| 楊俊隆       | 台灣省南投縣 | 有期徒刑10年，褫奪公權5年  | 死刑，褫奪公權終身   |
| 蔡炳紅       | 台灣省台南市 | 有期徒刑5年，褫奪公權3年   | 死刑，禠奪公權終身   |
| 楊慕容       | 安徽省青陽縣 | 感化教育3年                | 死刑，禠奪公權終身   |
| 黃薇         | 台灣省台南市 | 有期徒刑5年，褫奪公權3年   | 加判感化教育3年      |
| 方宗英       | 四川省江北縣 | 感化教育3年                | 加判感化教育3年      |
| 宋孟韶       | 北平市       | 有期徒刑12年，褫奪公權8年  | 加判感化教育3年      |
| 黃祖權       | 上海市       | 有期徒刑12年，褫奪公權8年  | 加判感化教育3年      |
| 劉文俊(台灣) | 河北省獻縣   | 有期徒刑20年，禠奪公權10年 | 本案無罪，執行原刑期 |
| 吳相故       | 台灣省台南縣 | 有期徒刑12年，禠奪公權10年 | 本案無罪，執行原刑期 |
| 張皆得       | 台灣省台南市 | 有期徒刑12年，褫奪公權4年  | 本案無罪，執行原刑期 |
| 盧鴻池       | 台灣省台中市 | 有期徒刑10年，褫奪公權5年  | 本案無罪，執行原刑期 |
| 彭金木       | 台灣省台中市 | 有期徒刑13年，禠奪公權5年  | 本案無罪，執行原刑期 |
| 施顯華       | 台灣省台北市 | 有期徒刑12年，褫奪公權10年 | 本案無罪，執行原刑期 |
| 傅鍾韓       | 福建省仙遊縣 | 有期徒刑15年，褫奪公權10年 | 本案無罪，執行原刑期 |
| 張常美       | 台灣省台中縣 | 有期徒刑12年，褫奪公權10年 | 不付軍法審判         |
| 吳樂焱       | 安徽省鳳台縣 | 感化教育3年                | 不付軍法審判         |
| 許曉霞       | 江蘇省碭山縣 | 感化教育3年                | 不付軍法審判         |
| 洪文瀾       | 南京市       | 感化教育1年7月             | 不付軍法審判         |

## 結果
本案原本只有陳華一人判死，不料高木榮菜圃事件竟演變成高木榮、許學進、宋盛淼、張樹旺、游飛、吳聲達、傅如芝、吳作樞、崔乃彬、陳南昌、蔡炳紅、楊俊隆、楊慕容遭改判為死刑，楊慕容于1956年1月7日槍決，其餘1956年1月13日槍決于馬場町刑場。黃薇、方宗英、宋孟韶、黃祖權加判感化教育3年。
盧鴻池、張常美、施顯華、張皆得、彭金木、吳相故、傅鍾韓、劉文俊、許曉霞、廖錦榮、翁啟林、吳樹培、鄭溪北、李金璧、謝日成、梁耀光、涂龍西、李振山、許溪河、商順洪、詹斌、沈迪光、廖榮源、張金潭、徐官福、吳學文、李火才、李德海、李樹雲、周富緒、邵玉清、封紀林、洪德明、胡方道、孫鳴科、徐常仁、馬青山、馬順亭、張明忠、許錦榜、陳鄭厝、黃倫金、趙立法、劉敬堂、蔣金生、嚴子木、蕭祖國、毛伯勳、王元治、翁書輝、邱依大、李寶生、趙本進、王宗全、丁邦賢、文自然、王昌林、吳訓清、朱三華、徐從甫、王承英、王孝政、左德興、林建中、丁培金等無罪。

## 流行文化

### 電影
- 《流麻溝十五號》（周美玲導演，2022年）